# Gordon Gekko
Gordon Gekko é um personagem no filme de 1987, Wall Street e sua sequência de 2010, Wall Street: Money Never Sleeps, ambos dirigidos por Oliver Stone. Gekko foi interpretado pelo ator Michael Douglas, cuja atuação no primeiro filme lhe rendeu um Oscar de Melhor Ator.
Co-escrito por Stone e o roteirista Stanley Weiser, Gekko é baseado vagamente em vários financiadores reais, incluindo o próprio pai de Stone, Louis Stone e o assaltante corporativo Asher Edelman. De acordo com Edward R. Pressman, produtor do filme, "Originalmente, não havia um indivíduo em quem Gekko foi modelado", mas acrescentou que "Gekko era parcialmente Milken", que era o " Junk Bond King " dos anos 1980. O discurso "A ganância é boa" de Gekko foi influenciado por um discurso de formatura proferido por Ivan Boesky para a Universidade da Califórnia, Berkeley School of Business, em maio de 1986, onde ele comentou sobre o lado benéfico da ganância.
Em 2003, o American Film Institute nomeou Gordon Gekko Nº 24 em seus 50 maiores vilões do cinema de todos os tempos.

## Impacto cultural
Gekko tornou-se um símbolo na cultura popular de ganância desenfreada (com a linha de assinatura, "A ganância, por falta de uma palavra melhor, é boa"), muitas vezes em campos fora das finanças corporativas.
No filme Boiler Room, um grupo de corretores da bolsa (interpretados por Vin Diesel, Nicky Katt e Ben Affleck) se reúnem na casa de um amigo e assistem Wall Street . Os personagens começam a citar perfeitamente a conversa telefônica de Gekko quando ele é apresentado a Bud.
Em 25 de setembro de 2008, Michael Douglas, atuando como embaixador da ONU para a paz, esteve na sessão de 2008 da Assembleia Geral das Nações Unidas. Os repórteres tentaram fazer perguntas fora do assunto sobre Gekko. Ele foi questionado se ele "tinha alguma responsabilidade pelo comportamento dos mercadores gananciosos que colocaram o mundo de joelhos". Tentando voltar ao assunto, Douglas sugeriu que "o mesmo nível de paixão demonstrado pelos investidores de Wall Street também deveria ser aplicado para se livrar das armas nucleares". Douglas também foi solicitado a comparar o Armagedom nuclear com o "Armagedom financeiro em Wall Street". Depois que um repórter perguntou: "Você está dizendo, Gordon, que a ganância não é boa?" Douglas afirmou: "Eu não estou dizendo isso. E meu nome não é Gordon. É um personagem que interpretei há 20 anos."
Em 8 de outubro de 2008, o personagem foi mencionado pelo primeiro-ministro australiano Kevin Rudd em seu discurso, "The Children of Gordon Gekko" sobre a crise financeira de 2007-2010. Rudd afirmou: "Talvez seja hora de admitir que não aprendemos todas as lições da ideologia de que a ganância é boa. E hoje ainda estamos limpando a bagunça dos filhos do século 21 de Gordon Gekko."
No episódio de 30 de outubro de 2008 da série de comédia americana The Office, a fantasia de Halloween de Ryan Howard é Gordon Gekko.
Em 28 de julho de 2009, o cardeal Tarcisio Bertone citou o slogan "Ganância é bom" de Gekko em um discurso ao Senado italiano, dizendo que o livre mercado havia sido substituído por um mercado de ganância e também culpou tal mentalidade pela crise financeira de 2007-2008.
O FBI usou o Gekko de Michael Douglas para uma campanha anti-insider trading.
Em 2013, os psiquiatras Samuel Leistedt e Paul Linkowski publicaram um estudo sobre a representação de psicopatas no cinema e citaram o personagem Gekko como um retrato realista do "psicopata corporativo" bem-sucedido: "Em termos de um 'psicopata bem-sucedido", eles escreva, "Gordon Gekko de Wall Street (1987) é provavelmente um dos personagens fictícios psicopatas mais interessantes, manipuladores até hoje."
O personagem Gordon Gekko é comemorado no nome científico de uma espécie de lagartixa, Cyrtodactylus gordongekkoi.